# Contea di Bent
La contea di Bent (in inglese Bent County) è una contea dello Stato del Colorado, negli Stati Uniti. La popolazione al censimento del 2000 era di 5 998 abitanti. Il capoluogo di contea è Las Animas.

## Geografia
La contea si trova nel sud-est dello Stato. Si tratta di una contea rurale e agricola. Nella parte meridionale si trovano falesie, mesa e canyon che arrivano alle pianure del fiume Arkansas. Quest'ultimo scorre verso est nel nord della contea. La parte settentriolane rientra invece nelle Grandi Pianure.
La contea è attraversata dal Santa Fe Trail.

### Contee confinanti
- Contea di Kiowa - nord
- Contea di Prowers - est
- Contea di Baca - sud-est
- Contea di Las Animas - sud-ovest
- Contea di Otero - ovest

## Storia
L'area era abitata da nativi Comanche e Plains Apache. La contea fu creata ufficialmente nel 1870 dal Territorio del Colorado e fu chiamata così in onore di William Bent, commerciante e allevatore statunitense.

## City
L'unica city incorporata è Las Animas, il capoluogo di contea.